# Alberto Foguelman
Alberto Foguelman (* 13. Oktober 1923 in Buenos Aires; † 9. Dezember 2013 ebenda) war ein argentinischer Schachspieler und Verfasser von Schachaufgaben.
Foguelman wurde in Buenos Aires geboren, aber wuchs in Mercedes auf, wo er im Alter von sechs Jahren das Schachspiel von seinem älteren Bruder erlernte.
Als Spieler vertrat Foguelman Argentinien bei den Schacholympiaden Leipzig 1960 und Warna 1962 jeweils am zweiten Reservebrett, wobei er insgesamt 10,5 Punkte aus 16 Partien holte. Obwohl er zu den zehn stärksten Spielern Argentiniens gehörte, fiel es ihm nach eigenen Angaben schwer, als Zeitgenosse von Óscar Panno, Miguel Najdorf, Julio Bolbochán, Héctor Rossetto, Carlos Guimard, Raúl Sanguineti, Herman Pilnik und Erich Eliskases besonders herauszuragen. So erreichte er bei der Teilnahme an 13 Argentinischen Meisterschaften nur zweimal, 1959 und 1962, den zweiten Platz. 1963 wurde ihm vom Weltschachbund FIDE der Titel Internationaler Meister verliehen. Als Co-Sieger des Zonenturniers Rio Hondo 1966 war er gemeinsam mit Henrique Mecking, Óscar Panno und Julio Bolbochán Südamerikanischer Meister. Nach Feinwertung lag Foguelman auf dem vierten Platz; Mecking war zum Interzonenturnier Sousse 1967 qualifiziert.
Nach dem Ende seiner Spielerkarriere widmete sich Foguelman ab den 1980er Jahren der Komposition von Endspielstudien, beinahe einhundert wurden veröffentlicht. Dabei stand bei ihm der künstlerische Aspekt im Vordergrund, so sah er auch in Partien Fehler als wertvoll an, wenn sie zu Schönheit führten.

## Werke
Foguelman verfasste drei Schachbücher.
- Ajedrez de lujo. Buenos Aires, 1978
- Damas Cazadas. Buenos Aires, 1988
- Selección de sus finales artísticos (período 1984–2007). 2007